# Austrarchaea daviesae
Austrarchaea daviesae es una especie de arácnido perteneciente al género Austrarchaea, dentro de la familia Archaeidae, del orden de las arañas.

## Distribución
La especie se distribuye por Queensland, Australia.

## Taxonomía
Fue descrita científicamente por Raymond Robert Forster y Norman Ira Platnick en 1984. La descripción original fue publicada en A review of the archaeid spiders and their relatives, with notes on the limits of the superfamily Palpimanoidea (Arachnida, Araneae). Bulletin of the American Museum of Natural History, número 178, entre las páginas 1 y 106.